# Virginio Lunardi
Virginio Lunardi (ur. 22 marca 1968 w Gallio) – włoski skoczek narciarski. Najlepsze wyniki w Pucharze Świata osiągnął w sezonie 1989/1990 kiedy zajął 10. miejsce w klasyfikacji generalnej. W całej swojej karierze cztery razy stał na podium konkursów Pucharu Świata, w tym dwa razy był drugi oraz dwa razy trzeci. Jest starszym bratem Ivana Lunardiego.
Brał udział w trzech mistrzostwach świata, jednak bez sukcesów. Wziął też udział w igrzyskach olimpijskich w Calgary, gdzie zajął odległe lokaty. Największym sukcesem tego skoczka jest 9. miejsce w mistrzostwach świata w lotach w Vikersund w 1990. W 1986 roku zdobył złoty medal indywidualnie i srebrny drużynowo podczas mistrzostw świata juniorów w Lake Placid.

## Igrzyska olimpijskie

### Indywidualnie
| 1988 Calgary | – | 50. miejsce (K-89), 45. miejsce (K-114) |

### Starty V. Lunardiego na igrzyskach olimpijskich – szczegółowo
| Miejsce | Dzień     | Rok  | Miejscowość | Skocznia              | Punkt K | Konkurs  | Skok 1  | Skok 2 | Nota      | Strata   | Zwycięzca     |
| ------- | --------- | ---- | ----------- | --------------------- | ------- | -------- | ------- | ------ | --------- | -------- | ------------- |
| 50.     | 14 lutego | 1988 | Calgary     | Alberta Ski Jump Area | K-89    | indywid. | 75,5 m  | 74,5 m | 162,2 pkt | 66,9 pkt | Matti Nykänen |
| 45.     | 23 lutego | 1988 | Calgary     | Alberta Ski Jump Area | K-114   | indywid. | 100,0 m | 89,0 m | 150,9 pkt | 73,1 pkt | Matti Nykänen |

## Mistrzostwa świata

### Indywidualnie
- 1987 Oberstdorf (GER) – 66. miejsce (duża skocznia), 35. miejsce (normalna skocznia)
- 1989 Lahti (FIN) – 17. miejsce (normalna skocznia), 29. miejsce (normalna skocznia)
- 1991 Val di Fieme (ITA) – 41. miejsce (normalna skocznia)

## Mistrzostwa świata w lotach narciarskich

### Indywidualnie
- 1990 Vikersund (NOR) – 9. miejsce

## Puchar Świata

### Miejsca w klasyfikacji generalnej
| Sezon     | Miejsce |
| --------- | ------- |
| 1986/1987 | 85.     |
| 1987/1988 | 50.     |
| 1988/1989 | 37.     |
| 1989/1990 | 10.     |

### Miejsca na podium chronologicznie
1. 16 lutego 1990 Predazzo – 3. miejsce,
2. 3 marca 1990 Lahti – 2. miejsce,
3. 4 marca 1990 Lahti – 2. miejsce,
4. 11 marca 1990 Sollefteå – 3. miejsce.